# サンダーボルツ (マーベル・コミック)
サンダーボルツ（Thunderbolts）は、マーベル・コミックが発行するアメリカン・コミックスに登場するアンチヒーロー/スーパーヴィラン/スーパーヒーローチームである。カート・ビジークとマーク・バグリーによって創造されたこのチームは、主に改心したスーパーヴィランで構成され、1997年1月に『インクレディブル・ハルク』第449号で初登場した。

## 出版履歴
サンダーボルツは1997年1月に『インクレディブル・ハルク』の第449号で、1996年の『オンスロート』でのクロスオーバーの後、“アベンジャーズ”が死んだと宣言された時に残されたギャップを埋めるために立ち上がった派手なニューヒーローのチームとして、初めて読者とマーベル・ユニバースに紹介された。しかし、1997年4月の『サンダーボルツ』 第1号の最終ページで実はサンダーボルツが変装した“マスターズ・オブ・イーヴィル”であることが明らかになった。
その後のストーリーでは、バロン・ヘルムート・ジモによって国際犯罪への支配力を強めるために結成されたサンダーボルツが、以前の犯罪者としての活動よりもヒーローとしての活動する方が充実していると気づいて彼に反旗を翻し、ジモの後任として元アベンジャーズのクリント・バートン/ホークアイをスカウトした。
批評家の称賛にもかかわらず、2003年3月『サンダーボルツ』第76号において本作は、新ライターであるジョン・アルクディによって全く新しいキャラクターたちへと再フォーマットされた。
サンダーボルツは『スパイダーマン：ニューウェイズ・トゥ・ダイ』にも登場し、スパイダーマンと初対決を繰り広げた。
『サンダーボルツ』第144号では、後の“ヒロイック・エイジ”チームがデビューし、第175号からは作品名が『ダークアベンジャーズ』と改題されたが、『ダークアベンジャーズ』は第190号で終了した。
『Marvel NOW！』の一環として、サンダーボルト・ロス/レッド・ハルク、ウェイド・ウィルソン/デッドプール、エレクトラ・ナチオス、フラッシュ・トンプソン/エージェント・ヴェノム、フランク・キャッスル/パニッシャーからなる新たな『サンダーボルツ』シリーズが開始され、このシリーズは2014年10月の第32号で終了した。
2023年7月、スパイ活動をテーマにした新たな『サンダーボルツ』シリーズが発表され、バッキー・バーンズ/ウィンター・ソルジャーとコンテッサ・ヴァレンティーナ・アレグラ・デ・フォンテーヌを中心とし、ブラック・ウィドウ、シャロン・カーター、ホワイト・ウィドウ、レッド・ガーディアン、U.S.エージェントといったスーパーヒーローが登場する。

## MCU版
『マーベル・シネマティック・ユニバース』では、2025年5月2日公開予定の映画『サンダーボルツ*』で初登場となり、メンバーは、エレーナ・ベロワ、バッキー・バーンズ/ウィンター・ソルジャー、エイヴァ・スター/ゴースト、ジョン・ウォーカー/U.S.エージェント、アレクセイ・ショスタコフ/レッド・ガーディアン、アントニア・ドレイコフ/タスクマスターで、ボブ・レイノルズ / セントリー / ヴォイドやヴァレンティーナ・アレグラ・デ・フォンテーヌと対峙する。

### 参考
1. ↑  Oddo, Marco Vito (2022年6月12日). “Marvel's Thunderbolts Explained: Who's in the Antihero Super Team?” (英語). Collider. 2023年2月3日閲覧。
2. ↑  Polo, Susana (2022年9月10日). “The Thunderbolts are the MCU's answer to the Suicide Squad” (英語). Polygon. 2023年2月3日閲覧。
3. ↑  DeFalco, Tom; Sanderson, Peter; Brevoort, Tom; Teitelbaum, Michael; Wallace, Daniel; Darling, Andrew; Forbeck, Matt; Cowsill, Alan et al. (2019). The Marvel Encyclopedia. DK Publishing. p. 380. ISBN 978-1-4654-7890-0
4. ↑  Misiroglu, Gina Renée; Eury, Michael (2006) (英語). The Supervillain Book: The Evil Side of Comics and Hollywood. Visible Ink Press. ISBN 9780780809772
5. ↑  Brevoort, Tom; DeFalco, Tom; Manning, Matthew K.; Sanderson, Peter; Wiacek, Win (2017). Marvel Year By Year: A Visual History. DK Publishing. pp. 282–283. ISBN 978-1465455505
6. ↑  Arrant, Chris (2010年2月9日). “Luke Cage Powers Into Thunderbolts as Heroic Age Leader”. Newsarama. 2010年2月9日閲覧。
7. ↑  Richards, Dave (2010年2月9日). “Jeff Parker Cages the "Thunderbolts"”. Comic Book Resources. 2010年3月26日閲覧。
8. ↑  Phegley, Kiel (2010年4月13日). “First Look: Luke Cage's Thunderbolts”. Comic Book Resources. 2010年4月13日閲覧。
9. ↑  Ching, Albert (2012年3月18日). “WonderCon 2012 Exclusive: THUNDERBOLTS Becomes DARK AVENGERS”.  Newsarama. 2012年3月28日閲覧。
10. ↑  Richards, Dave (2012年3月19日). “WC12: Parker & Shalvey Cage The "Dark Avengers"”.  Comic Book Resources. 2012年3月28日閲覧。
11. ↑  “Winter Soldier Leads a New Strike Force to Deliver Justice like Lightning in 'Thunderbolts'” (英語). Marvel Entertainment. 2023年7月11日閲覧。
12. ↑  和田萌 (2025年2月10日). “マーベル新作『サンダーボルツ*』5月2日（金）日米同時公開 新予告も公開”. The Hollywood Reporter Japan. 2025年2月10日閲覧。